# ایالت ریورز
ایالت ریورز (انگلیسی: Rivers State) یکی از ۳۶ ایالت کشور نیجریه است که با توجه به داده‌های سرشماری در سال ۲۰۰۶ میلادی، جمعیت آن ۵٬۱۸۵٬۴۰۰ نفر بوده‌است و ششمین ایالت پرجمعیت این کشور محسوب می‌شود. مرکز این ایالت، شهر پورت هارکورت است. ایالت ریورز از جنوب با اقیانوس اطلس و از سمت شمال با ایالت ایمو، ایالت ابیا و ایالت انامبرا و از سوی شرق با ایالت اکوا ایبوم و از غرب با بیلسا و ایالت دلتا همسایه است.